# McMurdo Station
McMurdo-stationen är en amerikansk forskningsstation och den största stationen på Antarktis. Den inrättades 1955 och består numera av mer än 85 byggnader. Den ligger vid Ross Islands södra spets på udden med namnet Hut Point Peninsula.
På havsisen framför stationen finns en landningsbana för större transportflygplan som under sommarmånaderna har permanent förbindelse till Christchurch på Nya Zeeland. Dessutom finns en hamn samt flera tekniska och vetenskapliga anläggningar. Under sommaren är udden vanligen snöfri och personalen som under vintern består av cirka 250 personer ökar till 1 100 personer.
McMurdo är den logistiska utgångspunkten för utrustningen av Amundsen-Scott-basen vid Sydpolen och även för den ryska stationen Vostok. Mellan McMurdo och stationen Scott Base (Nya Zeeland) går kontinentens längsta väg som är 3 km lång.
Stationen har bland annat den egna tidningen Antarctic Sun, en TV-kanal, kontinentens enda bankomat och en liten kyrka.
Mellan 1962 och 1972 försåg en kärnreaktor, kallad PM-3A, stationen med elektricitet och värme.

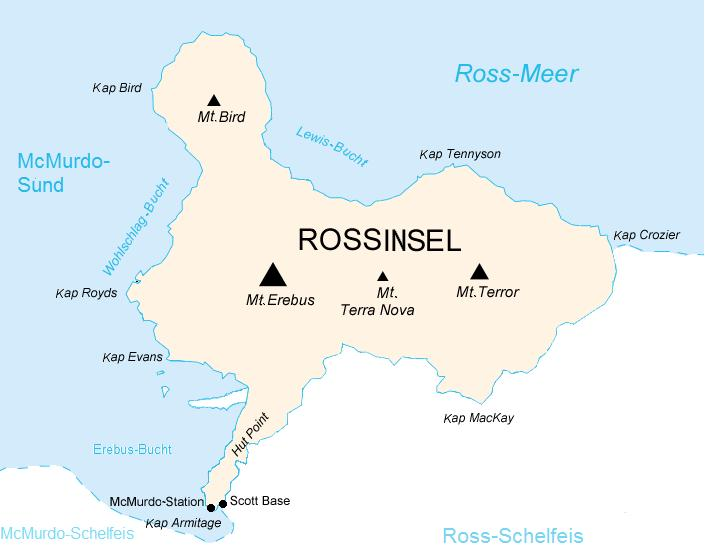
Karta över Ross Island med McMurdo på sydspetsen
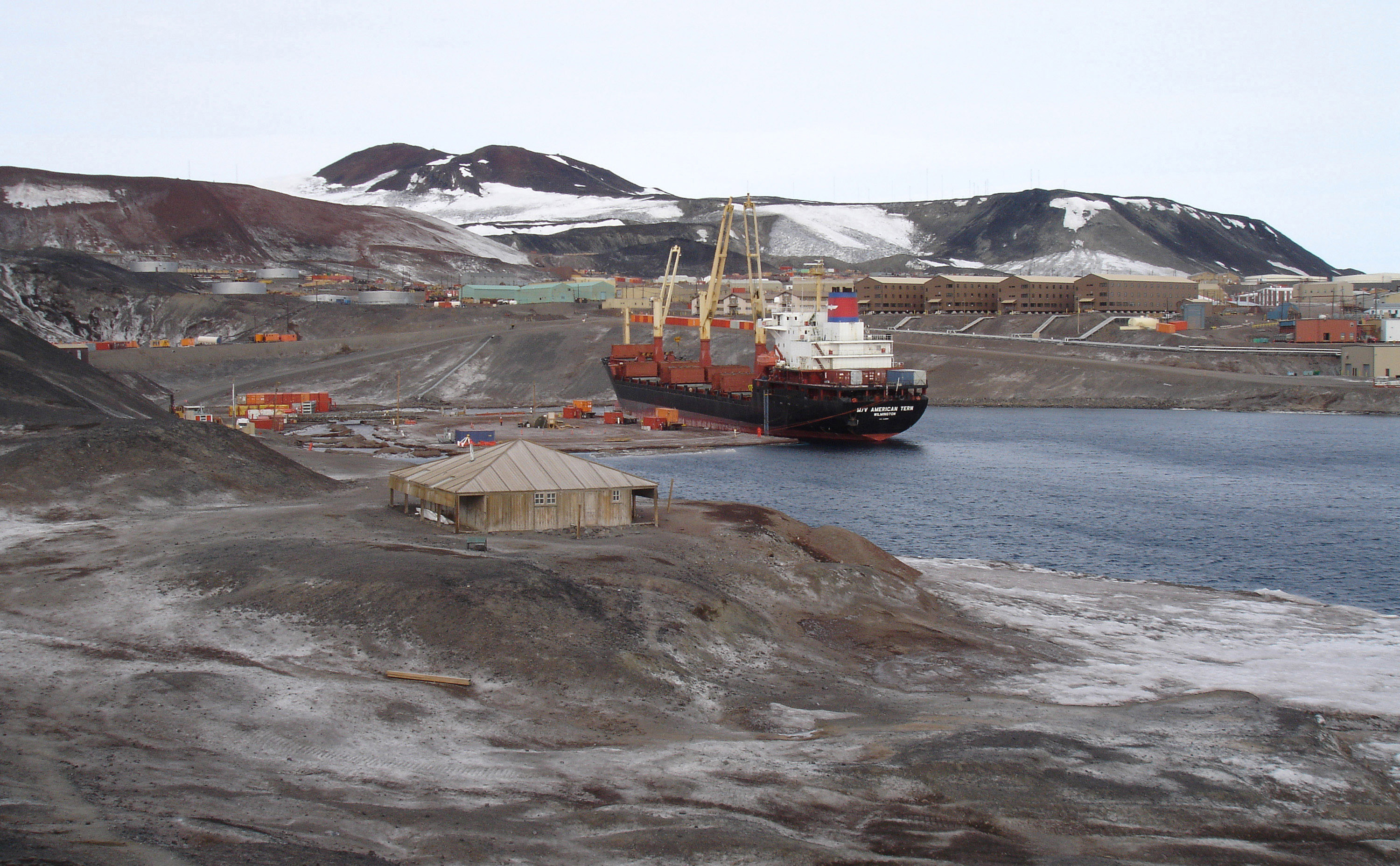
Ett fartyg i stationens hamn